# Proteste dei contadini indiani del 2020-2021
Le proteste dei contadini indiani del 2020-2021 sono state una serie di manifestazioni attuate dai contadini indiani per contestare tre leggi approvate dal governo indiano nel settembre 2020.
Il governo centrale indiano, guidato dal partito Bharatiya Janata del primo ministro Narendra Modi, aveva intenzione di realizzare, con tali norme, una riforma agricola su larga scala, liberalizzando il sistema normativo del settore agricolo e instaurando un sistema di contratti in modo uniforme su tutto il territorio nazionale.
Secondo stime governative, la riforma avrebbe avuto conseguenze per circa il 60% della popolazione indiana. Dalla fine del 2020 le proteste hanno paralizzato, seppur pacificamente, la capitale e molte altre città del Paese. Nonostante a gennaio 2021 la Corte Suprema avesse ritardato di 18 mesi l'entrata in vigore delle leggi, i contadini hanno continuato ad occupare le piazze con l'obiettivo di ottenere l'abrogazione delle stesse.

## Contesto
L'agricoltura è il più grande settore privato dell'India, con circa 650 milioni di persone dipendenti da essa. Il governo indiano ha quindi emanato tre leggi, entrate in vigore il 18 settembre 2020, che liberalizzavano tale settore. Questi progetti di legge miravano principalmente a: rifondere il processo di commercializzazione o vendita di prodotti agricoli; aprire la strada all'agricoltura a contratto; consentire lo stoccaggio, senza restrizioni, di cereali essenziali da parte di coloro che hanno i mezzi per farlo: in questo modo è possibile trarne vantaggio in futuro, oppure, nei tempi di scarsità, per ottenere rendimenti migliori. Le potenziali conseguenze di queste tre le leggi hanno portato a gravi paure tra la maggior parte degli agricoltori, in modo particolare sulle prospettive di vita e lavorative, una volta entrate in vigore queste leggi. Questo è il motivo per cui gli agricoltori hanno chiamato una chiusura in tutto il paese che è in corso oggi (25 settembre 2020) sconvolgendo la vita in gran parte del Punjab, Haryana e Uttar Pradesh, oltre ad altre regioni.
La prima delle tre leggi, chiamate legge sul commercio, promozione e facilitazione del commercio di prodotti agricoli, parte dal presupposto che consentire agli agricoltori di vendere i loro prodotti ad acquirenti diversi da quelli sotto la sorveglianza del governo indiano, diversifichi i prezzi grazie a un maggior numero di acquirenti per i prodotti degli agricoltori. Si pensa che sia così poiché attualmente la maggior parte dei raccolti Rabi, i raccolti asciutti (cerali asciutti principalmente, indica le colture della stagione secca in India) e Kharif, i raccolti della stagione monsonica (riso e ortaggi, indica tutte le colture monsoniche in India) sono venduti in mercati chiamati mandis che sono gestiti dai comitati di mercato dei prodotti agricoli (APMC, Agricultural Produce Market Committees in inglese). 
Un altro fattore importante nell'ambito del sistema APMC è il processo di approvvigionamento sostenuto dal governo dei principali prodotti degli agricoltori come grano, riso, lenticchie e semi oleosi al prezzo minimo di sostegno, Minimum Support Price, (MSP) fissato dal governo centrale. Dal punto di vista degli agricoltori, l'MSP è importante quanto l'MRP (minimum retail price), o prezzo minimo al dettaglio, stampato sui prodotti confezionati a beneficio e protezione di un consumatore ordinario di prodotti di uso quotidiano venduti nei punti vendita al dettaglio.
Esiste una significativa differenza di costo tra l'MSP per il grano fissato dal governo e l'MRP addebitato dalle aziende per la farina dal consumatore dopo aver sommato l'addebito per la lavorazione e l'imballaggio per includere un sostanziale profitto per l'azienda. Pertanto, qualsiasi facilitazione e promozione della produzione degli agricoltori può essere fatta assicurandosi che gli agricoltori ottengano un prezzo più ragionevole per il loro prodotto. Se MSP e MRP sono correlati ai tassi attuali nel caso di prodotti agricoli e sottoprodotti, non solo gli agricoltori ma anche i consumatori ne trarranno vantaggio.
Questo è così perché, ad esempio, il divario tra il prezzo di un chilogrammo di grano come da MSP a meno di 20 rupie al kg e la sua farina a 35 rupie al kg nel mercato al dettaglio arriva a più di 15 rupie. La legge sul commercio e il commercio di prodotti approvata il 18 settembre 2020 nel Rajya Sabha non ha esaminato il divario esistente tra il prezzo alla stalla o al mandis e il suo alto costo pagato dal consumatore che lascia gli agricoltori più poveri e rende più ricche le aziende che commercializzano i prodotti agricoli.
Ciò che le fatture cercano è facilitare l'acquisizione di cereali dagli agricoltori per le aziende. Questo perché dopo che i tre disegni di legge hanno ricevuto un cenno del capo del presidente, le aziende che si occupano di prodotti agricoli possono bypassare sia i mandati APMC che gli MSP per i vari tipi di cereali stabiliti dal governo che li procura. L'approvvigionamento da parte del governo è quello di mantenere le scorte per la stabilità alimentare e soddisfare le carenze in caso di emergenza. Passare attraverso mandis costa agli acquirenti privati una commissione mandi e una commissione per gli agenti se si trovano nel mezzo. Quindi il disegno di legge sovvenziona l'acquisto da parte di società commerciali piuttosto che aumentare il prezzo del prodotto agricolo. La maggior parte delle aziende che commerciano prodotti a base di cereali preferiscono già acquistare a tariffe più economiche rispetto all'MSP fissato dal governo.
Il secondo disegno di legge è la legge sull'accordo di responsabilizzazione e protezione degli agricoltori sulla garanzia dei prezzi e dei servizi agricoli. Consentirà l'agricoltura a contratto attraverso un accordo in cui il prezzo del prodotto può essere assicurato al momento della semina del raccolto. Anche l'agricoltura a contratto è già in pratica in alcuni luoghi del paese. Il disegno di legge cerca di formalizzare questo attraverso un accordo scritto per un periodo notevolmente esteso, fino a 10 anni. Secondo il governo, la differenza che farà il disegno di legge è che aprirà i terreni agricoli per le aziende su una scala più ampia di quanto non avvenga ora. I termini del contratto fissati tramite accordo possono non essere facili da rispettare a causa dei fattori naturali che determinano la resa e la qualità del raccolto. E in caso di controversia l'impresa appaltatrice potrebbe essere in una posizione migliore per imporre il rispetto del contratto all'agricoltore. Il meccanismo di risoluzione delle controversie come previsto nel disegno di legge è limitato principalmente al livello di un magistrato dove ci sono già troppe questioni che attendono l'attenzione del magistrato. Pertanto, una soluzione anticipata difficilmente può essere visualizzata in caso di controversia tra le parti contraenti.
La terza e ultima proposta di legge riguarda la fornitura di stoccaggio, lo stoccaggio e l'accumulo di cereali essenziali. Si chiama Legge sulle materie prime essenziali, che innalza le restrizioni sui commercianti alle scorte di cereali che dovrebbero essere una merce essenziale.
Il punto di vista del governo dietro questo disegno di legge è che gli agricoltori saranno in grado di immagazzinare i prodotti agricoli fino al periodo in cui potrebbero ottenere prezzi adeguati. Ma la maggior parte degli agricoltori che sono piccoli contadini con proprietà terriere marginali non si potranno permettere di aspettare che i prezzi salgano per vendere il loro raccolto. Pertanto, si pensa che il disegno di legge favorisca i commercianti dotati di maggiori disponibilità economiche anziché gli agricoltori.
Pertanto, un attivista per i diritti degli agricoltori Yashpal Malik afferma che nel complesso i tre progetti di legge sono destinati a portare a un virtuale "raj aziendale" nel settore agricolo. "Se i successivi Mughal una volta avevano affidato l'incarico di riscuotere le entrate alla Compagnia delle Indie Orientali e hanno rovinato il paese, l'attuale governo sta avviando un processo in cui la produzione agricola e il suo commercio si sposteranno su poche aziende in grande stile. Non solo i piccoli agricoltori, ma anche quelli con una superficie significativa di terra non possono sperare di sopravvivere a un simile attacco nel lungo periodo. Pertanto, tali misure possono innescare la vendita di terreni agricoli in condizioni di emergenza nei tempi a venire".